# NGC 1221
NGC 1221 é uma galáxia espiral (S0-a) localizada na direcção da constelação de Eridanus. Possui uma declinação de -04° 15' 35" e uma ascensão recta de 3 horas, 08 minutos e 15,6 segundos.
A galáxia NGC 1221 foi descoberta em 1886 por Frank Leavenworth.